# Barranc de Cérvoles
El barranc de Cérvoles, en alguns mapes anomenat barranc de la Plana, és un barranc afluent del Flamisell. Discorre íntegrament pel terme de Senterada, al Pallars Jussà.
Es forma al lloc anomenat les Solanes, ran mateix de la pista de Senterada a Cérvoles, a llevant de la Borda de Mentui.
Discorre sempre cap a llevant, formant la vall que s'obre al nord de la carena on hi ha el poble de Cérvoles. Delimita pel sud la seva vall aquesta carena, i pel nord la del serrat de l'Espinau i el de Collvinyes.
En el tram final del seu recorregut troba la Font de la Presa (la presa de Senterada és a prop, al nord-est), i poc després travessa la carretera N-260 i de seguida s'aboca en el Flamisell